# Nationaal park Gunung Ciremai
Nationaal park Gunung Ciremai is een park in Indonesië. Het ligt in de provincie West-Java op het eiland Java. Het nationaal park bestaat uit de berg Cereme (ook gespeld Ceremai of Ciremai) en de directe omgeving.